# Малая Горская улица (Красное Село)
Малая Горская улица — улица в Красносельском районе Санкт-Петербурга, в посёлке Дудергоф. Пролегает от Нагорного переулка до Большой Горской улицы.
Находится у северного подножия Вороньей горы, которое и называлось раньше деревней Горской. Ближайшая железнодорожная станция — Дудергоф.

## История
Дудергоф, место, доступное петербуржцу со средним достатком. Деревня Горская. Живем на даче крестьянина Иголкина. Две династии и хозяйствовали в этой деревне — Иголкины и Герасимовы. Крестьяне подгородные, крепкие. Доход с дач, с богатых ягодников, с извоза (у каждого не одна лошадь), с молока, масла, сливок (в хлевах по несколько коров). Да и с полей. Хозяева обстоятельные. Да и дети у них такие же … кулацкие. Деревня Горская раскинулась живописно у подножья Вороньей горы. За ней — зеленые и желтоватые ковры лугов, пастбищ, засеянных полей. Далеко-далеко, до Кирхгофской горы, увенчанной башенками лютеранской кирхи. Деревенская улица за околицей спускается вниз и переходит в дорогу к красносельским лагерям. Они начинались темно-красными домиками — лагерями камер-пажей выпускного класса Пажеского корпуса. А за ними, к Красному Селу — полотняные городки петербургской гвардии.Б. В. Рубинштейн (Борис Рейн), «Повесть о старом Петербурге»
Потомки Иголкиных и Герасимовых и в настоящее время населяют Малую Горскую и другие окрестные улицы. И сегодня многие дома — это дачи петербуржцев.